# هنري جيمس (كرة سلة)
هنري جيمس (بالإنجليزية: Henry James)‏ مواليد 29 يوليو 1965 في سنترفيل، هو لاعب كرة سلة أمريكي معتزل. بدأ مسيرته الاحترافية في سنة 1990. يبلغ طوله 6 قدم 8 بوصة (2.0 م). اعتزل اللعب في 1998.

## المسيرة الاحترافية
لعب مع كليفلاند كافالييرز من سنة 1990 إلى 1992، ثم لعب مع فيكتوريا يبرتاس بيزارو في الدوري الإيطالي في سنة 1992، ثم لعب مع يوتا جاز في موسم 1992–1993، ثم لعب مع سكرامنتو كينغز في سنة 1993، ثم لعب مع لوس أنجلوس كليبرز في موسم 1993–1994، ثم لعب مع هيوستن روكتس في موسم 1995–1996، ثم لعب مع أتلانتا هوكس في موسم 1996–1997.

## روابط خارجية
- هنري جيمس على موقع إن بي أي (الإنجليزية)
- هنري جيمس على موقع سبورتس رفرنس (الإنجليزية)
- هنري جيمس على موقع كرة السلة الأوروبية.كوم (الإنجليزية)
- هنري جيمس على موقع كلية كرة السلة في سبورتس رفرنس.كوم (الإنجليزية)
- هنري جيمس على موقع ريلجم (الإنجليزية)
- هنري جيمس على موقع بروبوليرز (الإنجليزية)